# Erős Pista
„A paprikában ott rejlik a magyar lélek.” (népi mondás) 

„Kis üvegben gigantikus erő” (termékszlogen)
Az Erős Pista híres hazai paprikakészítmény, amely ma már hungarikum, vagyis a magyar kulturális és gasztronómiai örökség része.
Gyártója a kecskeméti Univer Product Zrt. A Piros Arany és a Gulyáskrém mellett a magyar konyha egyik legkedveltebb ételízesítője, amelyet a karakteresen magyaros, csípős ételek (halászlé, pörköltek, gulyásételek stb.) kedvelői nagy előszeretettel használnak. Különlegessége, hogy kizárólag hazai termesztésű, kiváló zamatú, nyers fűszerpaprikából (tehát nem chiliből) készül, hőkezelés nélkül.

## Története
Az amerikai eredetű paprika (Capsicum annuum) a XIX. század végétől vált Magyarország jelentős, emblematikus fűszernövényévé. A század közepéig nálunk eleinte kolostorkertekben termesztették, majd megjelent a kastélyok, nemesi udvarházak konyhakertjeiben, később pedig már kisebb családi gazdaságokban is. De csak a század vége felé tűnt fel a paraszti háztájikban, ahol nyersen és őrlemény ill. darálmány formájában, sóval télire eltéve különféle magyaros ételek, húsos fogások és levesek ízesítésére kezdték rendszeresen használni.
Erre a hagyományra építve fejlesztette ki a hatvanas évek közepén a Piros Arany ételízesítőt az Univer ÁFÉSZ hetényegyházi konzervüzeme, a mai Univer Product Zrt. jogelődje. A kizárólag hazai termelésből származó alapanyagok gondos kiválogatása és feldolgozása garantálja azóta is e méltán népszerű termék kiemelkedő minőségét és élvezeti értékét − nem csoda, hogy a tubusos Piros Arany rövid idő alatt a magyar konyha elmaradhatatlan ételízesítője lett. A ma Kecskeméthez tartozó Hetényegyházán utcát neveztek el róla, ezzel is hirdetve a termék népszerűségét és gazdasági jelentőségét. Sikerére alapozva fejlesztette ki és kezdte forgalmazni a cég a 90-es évek elején az Erős Pistát, ezt a durvára darált, erős fűszerpaprika-készítményt, amely főként levesek és magyaros főételek utóízesítésére használatos. Az Erős Pista rövidesen a hazai éttermek és vendéglők asztalain éppoly elmaradhatatlan kellék lett, mint a só- és a borstartó.
A 2000-es években az Univer határon túli terjeszkedésével megindult a Piros Arany és az Erős Pista külpiaci értékesítése. Ezek ma már az Univer − és az egész hazai élelmiszeripar − legjelentősebb, legismertebb export-márkatermékei közé tartoznak.
A Hungarikum Bizottság 2015. januárban úgy döntött, hogy a Piros Arany és az Erős Pista felvételt nyer a Magyar Értéktárba, 2016. júniusi döntésük értelmében pedig a Hungarikumok Gyűjteményének sorába léphettek.

## Összetevők
Nyers, erős fűszerpaprika-darálmány (87%), só, sűrítőanyag (xantán), étkezési sav (citromsav), tartósítószer (kálium-szorbát).
A gyártási folyamat során a piros húsú fűszerpaprikát először gondosan válogatják, majd kicsumázzák (zöld részeit kézzel kicsipkedik), végül felaprítják, ledarálják és sót adnak hozzá, ami hosszabb eltarthatóságot biztosít és segít huzamos ideig megőrizni a fűszerpaprika intenzív zamatát.
Sokáig csak üveges kiszerelésben volt kapható, de ma már tubusos, sőt vödrös formában is forgalmazzák.
Csípősségének Scoville-értéke kb. 1000 SHU.

## Az Univer hasonló termékei

### Édes Anna
Az Erős Pista édes-nemes fűszerpaprikából készült, nem csípős („csemege”) variánsa, amely vele egyidőben jelent meg. A Piros Arany után (amelyből szintén van csípős és csemege, sőt régen volt „enyhén csípős” is) a második legkedveltebb paprikakészítmény a hazai piacon.

### Haragos Pista
Az Erős Pista négyszer csípősebb változata, napérlelte, méregerős kecskeméti fűszerpaprikából, kis üvegben. Csípősségének számszerűsített értéke a Scoville-skálán kb. 4000 SHU. Ez a termék is hungarikum. 

### Karikás Pista
Megszűnt termék. Rövid ideig gyártották, hasonló üvegbe töltve, mint az Erős Pistát és az Édes Annát, de nem darálmány volt, hanem karikákra szeletelt nyers zöld- ill. pirospaprika, saját levében. Igazi hungarikum lehetett volna, ám 2023-ban eltűnt a kínálatból. Ennek hátterében valószínűleg az állt, hogy ez a séfek által is nagyon keresett, kiváló termék túl erős konkurenciát jelentett a Piros Arany, Erős Pista, Édes Anna és Haragos Pista számára (a cég a lépést úgy kommunikálta, hogy „a termék forgalma nem indokolta a további gyártást”).

## Profilbővítés, együttműködések
Az Erős Pista brandépítése töretlenül folytatódik. Ennek keretében az Univer különféle újdonságokkal rukkol elő, nemcsak saját gyártósorain, hanem más cégekkel kooperációban is. Mindezek a termékek az Erős Pista ízvilágára építenek, tovább erősítve annak hírnevét és népszerűségét.
Az Univer saját gyártású termékei:
- Magyar Ízek Erős Pista I. osztályú csípős őrölt paprika (az Univer saját nemesítésű és termesztésű, őrölt pirospaprikája, melynek alapanyaga ugyanaz, mint az Erős Pistáé)
- Erős Pistás ketchup
- Erős Pistás majonéz
- Erős Pistás fokhagymakrém
- Erős Pistás reszelt torma
- Erős Pistás szaloncukor és Haragos Pistás szaloncukor (egyedülálló, csípős ízvilágú édességek, melyek a hagyományos karácsonyi szaloncukrok között egészen különleges helyet foglalnak el)
- Erős Pista csípős fűszerpaprika-vetőmag (az Univer saját bejegyzett, védjeggyel ellátott paprikamagfajtája, a Hetényi Triász F1, melyből az Erős Pista készül)

Más cégekkel együttműködésben gyártott és promóciós termékek:
- Izsáki Erős Pistás csipetke (csípős tésztakülönlegesség, kiváló levesbetét)
- Nógrádi Erős Pistás ropogós sós pálcika (klasszikus magyar „ropi” paprikás, csípős kivitelben)
- Nádudvari Erős Pistás májas (pikáns, csípős kenőmájas)
- Nádudvari Erős Pistás csípős sertés grillkolbász
- Nádudvari Erős Pistás debreceni kolbász
- Erős Pistás „Orsli” (az Orsi termékcsalád különleges virslije)
- Erős Pistás hamburgerek (a McDonald’s kampányjelleggel, hungarikumként Erős Pistával ízesített hamburgereket kínál a repertoárjában)

## Reklám
Az Univer Product Zrt. 2022 őszétől indította #Pistázdmeg! reklámkampányát, 2023 őszén pedig a cég szervezésében megrendezésre került Kecskemét-Hetényegyházán az első „Erős Pista Feszt”, amely ingyenes esemény családoknak kínál izgalmas, szórakoztató programokat.